# Robin Wright

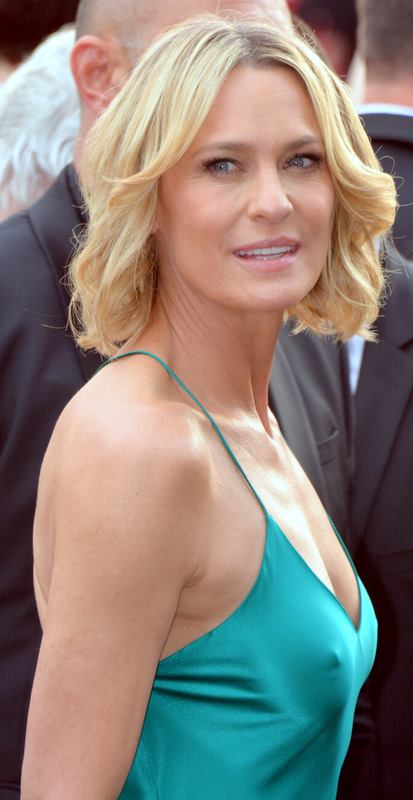
Robin Wright (2017)

Robin Virginia Gayle Wright (* 8. April 1966 in Dallas, Texas) ist eine US-amerikanische Schauspielerin, Regisseurin und Golden-Globe-Preisträgerin.

## Leben und Karriere
Robin Wright wuchs im kalifornischen San Diego auf und besuchte die La Jolla High School im Stadtteil La Jolla. Im Alter von 14 Jahren arbeitete sie schon als Model in Paris und in Japan. Nach ihrem Schulabschluss wollte sie Schauspielerin werden. Ihr Debüt gab sie 1983 in der Pilotfolge der Fernsehserie The Yellow Rose. Einem größeren Publikum bekannt wurde sie mit der Darstellung der Kelly Capwell in der Seifenoper California Clan, in der sie von 1984 bis 1988 mitwirkte. Die Rolle brachte ihr drei Emmy-Nominierungen ein.
Parallel zu ihrer Arbeit fürs Fernsehen versuchte Wright, im Filmgeschäft Fuß zu fassen. Ihre erste Hauptrolle erhielt sie in Rob Reiners Kinofilm Die Braut des Prinzen (1987) mit Peter Falk und Billy Crystal. Danach spielte sie an der Seite von Jason Patric in dem Drama Denial (1990) eine junge Frau, die versucht, ihre schwierige Vergangenheit hinter sich lassen. Im selben Jahr erschien der Thriller Im Vorhof der Hölle, in dem sie erstmals mit Sean Penn sowie mit Ed Harris und Gary Oldman vor der Kamera stand. In dem Drama Die Playboys (1992) mit Aidan Quinn spielte sie eine junge Irin, die in den 1950ern ein uneheliches Kind zur Welt bringt und damit für einen Skandal in ihrem Dorf sorgt. Ihren internationalen Durchbruch als Schauspielerin hatte Wright schließlich an der Seite von Tom Hanks mit der Figur Jenny Curran in dem 1994 gedrehten Kassenschlager Forrest Gump. Die Rolle brachte ihr eine Golden-Globe-Nominierung ein.
Als Nächstes spielte Wright unter der Regie von Sean Penn in dem Drama Crossing Guard – Es geschah auf offener Straße (1995) eine Nebenrolle an der Seite von Jack Nicholson und Anjelica Huston. 1996 spielte sie die Titelrolle in dem Drama Moll Flanders, der Verfilmung des gleichnamigen Romans von Daniel Defoe aus dem Jahr 1722; die männliche Hauptrolle spielte Morgan Freeman. Für ihre Darstellung wurde sie bei den Satellite Awards 1997 als beste Hauptdarstellerin nominiert. Schließlich war sie noch mit Kevin Costner in dem Überraschungserfolg Message in a Bottle (1999) und mit Michelle Pfeiffer in Weißer Oleander (2002) zu sehen.
Im Jahr 2007 spielte sie in dem computeranimierten Fantasyfilm Beowulf von Robert Zemeckis neben Anthony Hopkins und Angelina Jolie. 2008 drehte sie mit Robert De Niro die Komödie Inside Hollywood.

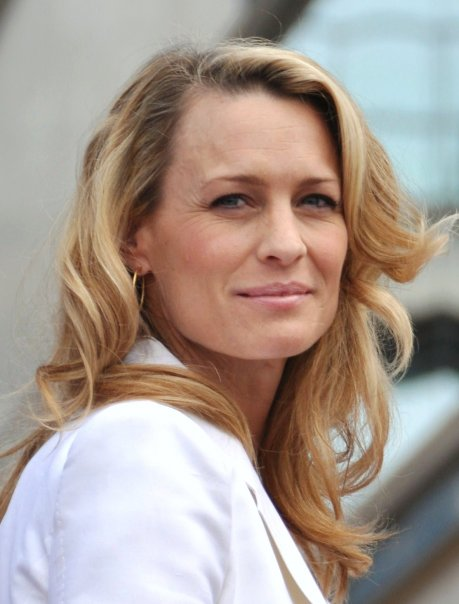
Robin Wright 2009 bei den 62. Filmfestspielen von Cannes

2009 war sie Mitglied der Wettbewerbsjury der 62. Internationalen Filmfestspiele von Cannes.
2013 spielte Wright sich selbst in dem teilweise computeranimierten Film The Congress von Ari Folman. Ein Jahr später gewann sie für ihre Darstellung als Ehefrau des Politikers Frank Underwood (Kevin Spacey) in dem TV-Seriendrama House of Cards den Golden Globe als beste Serien-Hauptdarstellerin. Bei House of Cards führte Wright 2014/2015 auch zum ersten Mal Regie, insgesamt bei zehn Folgen. Für Blade Runner 2049, die Fortsetzung von Blade Runner aus dem Jahr 1982, wurde Wright für eine Nebenrolle engagiert.
Im Februar 2021 wurde ihr Spielfilmregiedebüt Abseits des Lebens (Land) beim Sundance Film Festival uraufgeführt. Sie übernahm auch die Hauptrolle.

## Privates

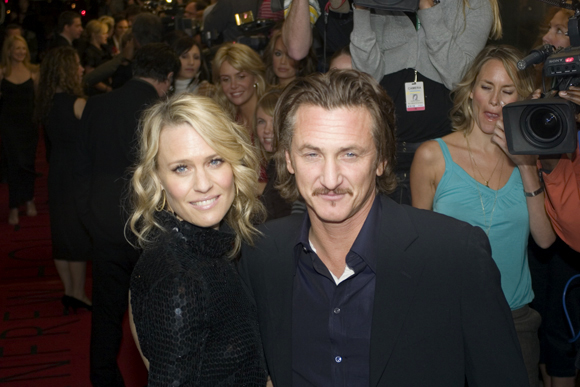
Robin Wright 2006 mit Sean Penn

In erster Ehe war Robin Wright von 1986 bis 1988 mit Dane Witherspoon verheiratet. Ab 1996 lebte sie zurückgezogen in zweiter Ehe mit dem Oscar-Preisträger Sean Penn, dessen Namen sie annahm und mit dem sie zwei Kinder hat. Ihre Tochter Dylan ist ebenfalls Model und Schauspielerin, ihr Sohn Hopper Jack ist auch Schauspieler. Im April 2008 wurde ein bereits eingeleitetes Scheidungsverfahren gestoppt, im Jahr darauf reichte Sean Penn dann erneut die Scheidung ein, zog den Antrag aber kurz darauf wieder zurück.
Im August 2009 beantragte Robin Wright im Bezirk Marin County ihrerseits die Scheidung. Im Monat darauf gab sie im Rahmen eines Interviews in dem US-Magazin „More“ das Ende ihrer Ehe bekannt. Am 5. August 2010 wurde diese nach 13 Ehejahren in gegenseitigem Einvernehmen rechtswirksam geschieden.
Mitte Dezember 2013 verlobte sich Wright mit dem 14 Jahre jüngeren Schauspieler Ben Foster. Sie trennten sich im November 2014. Im Jahr 2015 war sie bis zur endgültigen Trennung nochmals mehrere Monate mit Foster liiert. Im August 2018 heiratete sie den Saint Laurent-Manager Clement Giraudet. Im Herbst 2022 wurde die Scheidung der beiden bekannt.

## Filmografie
- 1983–1984: Kampf um Yellow Rose (The Yellow Rose) (Fernsehserie, 2 Folgen)
- 1984–1988: California Clan (Santa Barbara, Fernsehserie)
- 1986: Hollywood Vice Squad
- 1987: Die Braut des Prinzen (The Princess Bride)
- 1990: Im Vorhof der Hölle (State of Grace)
- 1990: Denial
- 1992: Die Playboys (The Playboys)
- 1992: Toys – Tödliches Spielzeug (Toys)
- 1994: Forrest Gump
- 1995: Crossing Guard – Es geschah auf offener Straße (The Crossing Guard)
- 1996: Moll Flanders
- 1997: Mißbrauchte Liebe (Loved)
- 1997: Alles aus Liebe (She’s So Lovely)
- 1998: Hurlyburly
- 1999: Message in a Bottle – Der Beginn einer großen Liebe (Message in a Bottle)
- 2000: Unbreakable – Unzerbrechlich (Unbreakable)
- 2001: Das Versprechen (The Pledge)
- 2001: Die letzte Festung (The Last Castle)
- 2002: Weißer Oleander (White Oleander)
- 2003: The Singing Detective
- 2003: Virgin
- 2004: Ein Zuhause am Ende der Welt (A Home at the End of the World)
- 2005: Nine Lives
- 2005: Empire Falls – Schicksal einer Stadt (Empire Falls)
- 2005: Sorry, Haters
- 2005: Max
- 2006: Breaking and Entering – Einbruch & Diebstahl (Breaking and Entering)
- 2006: Room 10
- 2007: Hounddog
- 2007: Die Legende von Beowulf (Beowulf)
- 2008: Inside Hollywood (What Just Happened?)
- 2009: Pippa Lee (The Private Lives of Pippa Lee)
- 2009: State of Play – Stand der Dinge (State of Play)
- 2009: Disneys Eine Weihnachtsgeschichte (A Christmas Carol)
- 2009: New York, I Love You
- 2010: I’m Still Here
- 2010: Die Lincoln Verschwörung (The Conspirator)
- 2011: Die Kunst zu gewinnen – Moneyball (Moneyball)
- 2011: Rampart – Cop außer Kontrolle (Rampart)
- 2011: Verblendung (The Girl with the Dragon Tattoo)
- 2013: Tage am Strand (Adore)
- 2013: The Congress
- 2013–2018: House of Cards (Fernsehserie)
- 2014: A Most Wanted Man
- 2015: Everest
- 2017: Wonder Woman
- 2017: Blade Runner 2049
- 2017: Justice League
- 2020: Wonder Woman 1984
- 2021: Abseits des Lebens (Land) – auch Regie
- 2022: Ozark (Fernsehserie, 2 Folgen) – Regie
- 2023: Devil’s Peak (Where All Light Tends to Go)
- 2024: Damsel
- 2024: Here

## Auszeichnungen und Nominierungen
Primetime Emmy Award
- 2013: Nominierung als „Beste Hauptdarstellerin in einer Dramaserie“ für House of Cards
- 2014: Nominierung als „Beste Hauptdarstellerin in einer Dramaserie“ für House of Cards
- 2015: Nominierung als „Beste Hauptdarstellerin in einer Dramaserie“ für House of Cards
- 2016: Nominierung als „Beste Hauptdarstellerin in einer Dramaserie“ für House of Cards
- 2016: Nominierung als „Beste Dramaserie“ für House of Cards (als Produzentin)
- 2017: Nominierung als „Beste Hauptdarstellerin in einer Dramaserie“ für House of Cards
- 2017: Nominierung als „Beste Dramaserie“ für House of Cards (als Produzentin)

Golden Globe Award
- 1995: Nominierung als „Beste Nebendarstellerin“ für Forrest Gump
- 2014: Auszeichnung als „Beste Serien-Hauptdarstellerin – Drama“ für House Of Cards
- 2015: Nominierung als „Beste Serien-Hauptdarstellerin – Drama“ für House Of Cards
- 2016: Nominierung als „Beste Serien-Hauptdarstellerin – Drama“ für House Of Cards

Screen Actors Guild Award
- 1995: Nominierung als "Beste Nebendarstellerin für Forrest Gump
- 1998: Nominierung als "Beste Hauptdarstellerin für Alles aus Liebe
- 2006: Nominierung als "Beste Darstellerin in einem Fernsehfilm oder Miniserie für Empire Falls – Schicksal einer Stadt
- 2015: Nominierung als „Beste Darstellerin in einer Dramaserie“ für House of Cards
- 2015: Nominierung als „Bestes Schauspielensemble in einer Dramaserie“ für House of Cards
- 2016: Nominierung als „Beste Darstellerin in einer Dramaserie“ für House of Cards
- 2016: Nominierung als „Bestes Schauspielensemble in einer Dramaserie“ für House of Cards
- 2017: Nominierung als „Beste Darstellerin in einer Dramaserie“ für House of Cards
- 2018: Nominierung als „Beste Darstellerin in einer Dramaserie“ für House of Cards

Critics’ Choice Television Award
- 2014: Nominierung als „Beste Hauptdarstellerin in einer Dramaserie“ für House Of Cards
- 2016: Nominierung als „Beste Hauptdarstellerin in einer Dramaserie“ für House Of Cards
- 2018: Nominierung als „Beste Hauptdarstellerin in einer Dramaserie“ für House Of Cards

Daytime Emmy Award
- 1986: Nominierung als „Outstanding Younger Actress in a Drama Series“ für California Clan
- 1987: Nominierung als „Outstanding Younger Actress in a Drama Series“ für California Clan
- 1988: Nominierung als „Outstanding Younger Actress in a Drama Series“ für California Clan

Internationales Filmfestival Karlovy Vary
- 2023: Ehrenpreis des Festivalpräsidenten[9]